# Grodkowska Struga
Grodkowska Struga (Grodkowska Woda) – rzeka, lewy dopływ Nysy Kłodzkiej o długości 20,55 km i powierzchni zlewni 99,06 km².
Rzeka kanałami łączy się z Oławą, przepływa m.in. przez Grodków. Uchodzi do Nysy Kłodzkiej na wschód od wsi Osiek Grodkowski Niżej Grodkowa znajduje się hodowlany staw rybny.
Jesienią 2017 roku na terenie Grodkowa wskutek wyrzucenia do rzeki filtrów samochodowych miało miejsce zanieczyszczenie wody olejem.
Podczas powodzi we wrześniu 2024 roku doszło do przerwania wału w pobliżu Osieku Grodkowskiego.